# とちぎ630
とちぎ630（とちぎろくさんまる）は、NHK宇都宮放送局が2012年4月2日に放送を開始した栃木県向けの『NHKニュース』のローカルニュース番組である。2020年3月27日まではとちぎ640として放送された。

## 概要
NHK宇都宮放送局は、テレビジョン放送完全デジタル化に伴い2012年4月1日に総合テレビのエリア“独立”を果たすことになった。20分間の中で、その日の県内のニュースや各種生活情報、県内のプロスポーツ栃木SCや宇都宮ブレックスなどを始めとする県内スポーツの情報などを提供している。
2013年3月11日の放送は18:10開始に繰り上げ、『とちぎ640 あの日を忘れない』として放送。那須塩原市在住の高木美保をゲストに招いて東日本大震災関連の特集を組んだ。
2020年3月30日からは、番組名を『とちぎ630』に改題し、タイトル通り18:30開始の30分番組にリニューアルした（『首都圏ネットワーク』は18:30に飛び降り時刻を繰り上げ）。
2022年10月3日放送分から放送常時同時配信・見逃し番組配信サービス「NHKプラス」で本番組の見逃し配信を開始した。
尚、番組ジングルは「NHKニュースおはようちゅうごく」のものと同一である。

## 放送時間
- 平日 18:40 - 18:59（JST）2020年3月まで
- 平日 18:30 - 19:00（JST）2020年4月から

- 18:10からの20分間は東京から『首都圏ネットワーク』を同時ネット。なお、東京スカイツリーからの関東広域放送が受信出来る場合や放送常時同時配信・見逃し番組配信サービス「NHKプラス」を利用すれば『首都圏ネットワーク』を実質フルネットで視聴出来る。
- 祝日・年末年始と重なる平日は休止となり、その際の総合テレビの番組編成は土曜・日曜と同様に18:45 - 18:53（年末年始は18:50 - 19:00）に東京・放送センターから祝日のみ『ニュース645（関東・山梨）』年末年始とお盆のみ『ニュース650』として関東地方（1都6県向け）と山梨県のニュース、祝日のみ前述のニュースに続いて18:53 - 19:00に関東地方（1都6県向け）の気象情報（冒頭2分は全国の気象情報）、「NHKからのお知らせ」をそれぞれ放送したあと、1分間の番組予告を挟んで『NHKニュース7』に接続している。
- また、平日であってもお盆や年末年始（12月28日までと1月4日以降）と重なる場合は15分繰り下げ・短縮（18:45 - 19:00）して放送される（18:45までは東京から『首都圏ネットワーク』を時間拡大ネット）。この場合、キャスターは武田もしくは橋本が単独で務め、気象情報も武田もしくは橋本による読み上げとなる。なお、こうした対応が取られる日は11:57 - 12:00の『栃木県の気象情報・お知らせ』が休止となり、同時間帯では穴埋めとして東京から関東地方の気象情報を臨時ネットする。
- 2019年10月14日は、祝日ではあったが令和元年東日本台風（台風19号）による栃木県内の被害状況を伝えるため18:45 - 19:00に県内ニュースを本番組のフォーマットで放送した（18:53 - 18:55に東京発の全国の気象情報を内包）。なお、18:15 - 18:45には東京から関東地方の台風被害に関するローカル報道特番を部分ネットした。
- 2020年4月8日から5月1日までは、新型コロナウイルス感染拡大防止対策の緊急事態宣言が関東地方に出されたことに伴う特別報道のため、本番組は15分繰り下げ・短縮（18:45 - 19:00）となっていた。なお、18:45までは臨時に『首都圏ネットワーク』を時間拡大ネットした。
- 2020年度の年末年始は2020年12月28日から2021年1月1日まで休止し、このうち12月28日は『首都圏ネットワーク』を臨時フルネット（18:10 - 18:59）で放送した。
- 2021年7月26日から8月6日までは、東京オリンピック中継のため休止し、18:50 - 19:00に代替の県内ニュース・気象情報を放送した。
- 2021年8月25日から9月3日までは、東京パラリンピック中継のため休止し、18:50 - 19:00に代替の県内ニュース・気象情報を放送した。

## 出演者
- 橋本奈穂子（2020年6月8日 - 、2022年9月8日 - ）[注釈 2]
- 八尋隆蔵（2025年7月2日 - ）
- 長井ゆめの（宇都宮放送局契約キャスター）
- 高石桃子（宇都宮放送局契約キャスター）
- 渡辺早紀（宇都宮放送局契約キャスター）
- 福嶋真理子（気象予報士）

### 過去
- 越塚優（隔週担当、2014年夏異動で降板、異動後の翌年4月より『かがのとイブニング』キャスター就任）
- 昼間敬仁（隔週担当、2015年夏異動およびラジオ版正午のニュース・『NHKきょうのニュース』土曜・日曜・祝日キャスター就任のため降板）
- 大沢幸広（隔週担当、2017年春異動および『首都圏ネットワーク』ニュースリーダー就任のため降板、同年3月24日の最後の出演日に転勤と番組降板の挨拶を行った）
- 三橋大樹（隔週担当、2019年夏異動で降板。）
- 礒野佑子（隔週担当、2020年春異動および『どーも、NHK』MC就任のため降板。）
- 加藤成史（隔週担当、2022年春異動で降板。）
- 小林陽広（隔週担当、2022年秋異動で降板。）
- 武田涼介（隔週担当、2025年夏異動で降板。）